# 下川諒
下川 諒（しもかわ りょう、2000年1月12日 - ）は、日本の男子バレーボール選手である。

## 来歴
鹿児島県指宿市出身。兄の影響で小学2年生からバレーボールを始める。
樟南高等学校、亜細亜大学を経て、大学4年生の2021/22シーズン、V.LEAGUE DIVISION2 MEN（V2男子）に所属する兵庫デルフィーノに入団した。当シーズンにV2の試合に出場し、Vリーグデビューを果たした。
2022年、2021-22シーズン終了後、V1男子に所属するVC長野トライデンツに移籍した。入団1シーズン目の2022-23シーズン、V1の試合に出場しV1デビューを果たした。
2023年、日本代表登録メンバーに選出された。
2024年、VC長野を退団。サントリーサンバーズ大阪への入団が発表された。

## 人物
兵庫在籍時は当初スポンサー企業のコールセンターで勤務していたが、性格的に合わなかったため退職し警備員のアルバイトで生活費を賄っていた。

## 球歴
- 日本代表（2023年、2025年）
  - ネーションズリーグ - 2025年

## 所属チーム
- 樟南高等学校（2015-2018年）
- 亜細亜大学（2018-2022年）
  - 兵庫デルフィーノ（2021-2022年）
- VC長野トライデンツ（2022-2024年）
- サントリーサンバーズ大阪（2024年-）